# Bytowo (powiat choszczeński)
Bytowo (niem. Butow) – osada leśna w Polsce położona w województwie zachodniopomorskim, w powiecie choszczeńskim, w gminie Recz. 
W latach 1975–1998 miejscowość administracyjnie należała do województwa gorzowskiego. Leśniczówka wchodzi w skład sołectwa Sulibórz. Najbardziej na północ położona miejscowość zarówno gminy, jak i powiatu położona nad jeziorem Bytowskim.

## Geografia
Leśniczówka leży ok. 4,5 km na zachód od Suliborza.

## Zabytki
- kościół renesansowy z pocz. XVII w. z kaplicą i ozdobnym portalem w elewacji południowej, rozbudowany w XIX w. poprzez dodanie wieży z hełmem ostrosłupowym;
- ruiny XIX w. pałacu otoczonego zdziczałym parkiem[3].